# 阿采·鲁塞夫斯基
阿采·鲁塞夫斯基（1956年11月30日—），北马其顿男子拳击运动员。他曾代表南斯拉夫参加1976年和1980年夏季奥林匹克运动会拳击比赛，其中1976年奥运会获得一枚铜牌。